# 電気機器組立て技能士
電気機器組立て技能士（でんきききくみたてぎのうし）とは、国家資格である技能検定制度の一種で、都道府県職業能力開発協会（問題作成等は中央職業能力開発協会）が実施する、電気機器組立てに関する学科及び実技試験に合格した者をいう。

## 概要
電気機器組立てに関する必要な技能を認定する国家資格（名称独占資格）である。
等級には、1級から2級まであり、それぞれ上級技能者、中級技能者が通常有すべき技能の程度と位置づけられている。
技能検定試験では「回転電機組立て作業」、「変圧器組立て作業」、「配電盤・制御盤組立て作業」、「開閉制御器具組立て作業」、「回転電機巻線製作作業」、「シーケンス制御作業」に区分される。

## 実技作業試験内容

### 電気機器組立て（回転電機組立て作業）
- 1級
  - 作業試験（試験時間：6時間30分）
仕上げ、組立て（継手軸の心出し、すり合わせ及び組立て）及び配線、結線（配線図を見て配線盤に配線し、断面積5.5平方ミリメートルの電線を使用し、三つ又接続及び直列接続）を行う。
  - ペーパーテスト（試験時間：2時間）
三相誘導電動機、直流機及び同期機の構造、組立て工程及び組立て上の注意事項並びに工数見積りについて行う。
- 2級
  - 作業試験（試験時間：4時間10分）
仕上げ（やすり等を使用して、簡単なすり合わせ）、静つりあい（水準器を使用して静つりあい台のレベルを出し、回転子の静つりあいをとる。）及び配線・結線（配線図を見て配線盤に配線し、断面積5.5平方ミリメートルの電線を用いて、三つ又接続及び直列接続）を行う。
  - ペーパーテスト（試験時間：2時間）
三相誘導電動機、直流機及び同期機の構造、組立て工程及び組立て上の注意事項について行う。

### 電気機器（変圧器組立て作業）
- 1級
  - 作業試験（試験時間：6時間30分）
酸素・アセチレン溶接器具等を使用し、変圧器の中味のリード接続及び組立てを行う。
  - ペーパーテスト（試験時間：1時間）
変圧器の構造及び製作工程等について行う。
- 2級
  - 作業試験（試験時間：5時間30分）
酸素・アセチレン溶接器具等を使用し、変圧器のCTコイルのような内部接続リードの加工及び組立てを行う。
  - ペーパーテスト（試験時間：1時間）
変圧器の構造及び製作工程等について行う。

### 電気機器（配電盤・制御盤組立て作業）
- 1級
  1. 展開接続図により、三相誘導電動機の制御盤の組立てを行う。なお、はんだ付けには、鉛フリーはんだを使用する。試験時間＝4時間45分
  2. 配線点検盤の抵抗回路とリレー回路のスイッチの入切を点検する。試験時間＝15分
- 2級
  1. 展開接続図により、三相誘導電動機の制御盤の組立てを行う。試験時間＝4時間45分
  2. 配線点検盤の回路スイッチの入切を点検する。試験時間＝10分

### 電気機器（開閉制御器具組立て作業）
- 1級（試験時間：5時間）
与えられた図面と材料により、開閉装置の組立てを行う。
- 2級（試験時間：4時間30分）
与えられた図面と材料により、切換表示器の組立てを行う。

### 電気機器（回転電機巻線製作作業）
- 1級（試験時間：6時間20分）
  1. 回転子スリップリング接続リードの導体加工及び絶縁を行う。
  2. 結線盤（模型）による三相誘導電動機の固定子巻線の結線を行う。
- 2級（試験時間：6時間50分）
  1. 口出し線の導体加工を行う。
  2. 型紙によるコイル成形及び絶縁を行う。
  3. 結線盤（模型）による三相誘導電動機の固定子巻線の結線を行う。

### 電気機器（シーケンス制御作業）
- 1級
  - 作業試験（試験時間：2時間20分）
指示された仕様に基づいて配線作業を行い、回路を完成させた後、プログラマブルコントローラ (PC) にプログラムを入力し作動させる。
  - ペーパーテスト（試験時間：1時間）
フローチャート、タイムチャート、ラダー図プログラム及びシーケンシャルファンクションチャート等プログラマブルコントローラを用いたシステム設計に関することについて行う。
- 2級
  - 作業試験（試験時間：2時間10分）
指示された仕様に基づいて配線作業を行い、回路を完成させた後、プログラマブルコントローラ (PC) にプログラムを入力し作動させる。
  - ペーパーテスト（試験時間：1時間）
タイムチャート、ラダー図プログラム等プログラマブルコントローラを用いたシステム設計に関することについて行う。

## 取得後の称号
技能検定に合格すると等級に応じて技能士の称号が付与される。名刺やホームページなどに資格を表記する際には「1級電気機器組立て技能士」、「2級電気機器組立て技能士」のように等級を明示する必要がある。等級の非表示、等級表示位置の誤り、職種名の省略表示などは不可である。
なお職業能力開発促進法により、電気機器組立て技能士資格を持っていないものが電気機器組立て技能士と称することは禁じられている。